# Wiktorija Walentinowna Lomasko

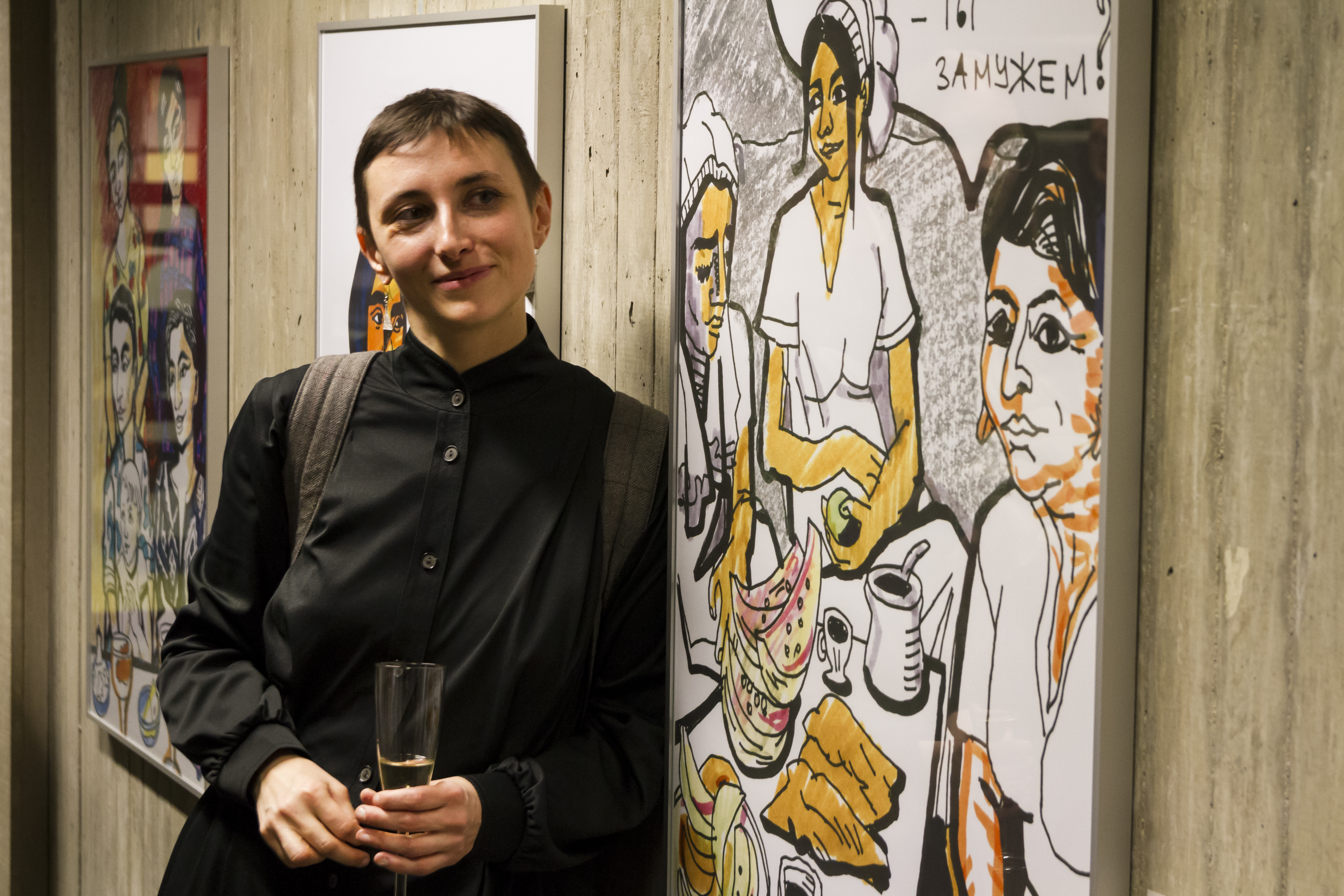
Victoria Lomasko (Ausstellungseröffnung Universitätsbibliothek der Ruhr-Universität Bochum, 2017)

Wiktorija Walentinowna Lomasko (russisch Виктория Валентиновна Ломаско, wiss. Transliteration: Viktorija Valentinovna Lomasko, geb. am 6. August 1978 in Serpuchow, RSFSR) ist eine russische Künstlerin und Kuratorin. Victoria Lomasko ist eine Künstlerin, die nicht nur ihre grafischen Reportagen über Moskauer politische Gerichte und Proteste erstellt und die gesellschaftlichen Prozesse dokumentiert, die das moderne Russland formen.

## Werdegang
Lomasko wurde in der Stadt Serpuchow in der Oblast Moskau geboren. 2003 schloss Lomasko die Staatliche Universität für Druckwesen in Moskau (MGUP) mit dem Schwerpunkt „Buchkunst“ ab.
Lomasko beschäftigt sich mit sozialer Grafik. Seit 2008 entwickelt sie das Genre der „grafischen Reportage“, welches es im vorrevolutionären Russland und in der Sowjetunion gegeben hat und welches nach dem Zusammenbruch der Sowjetunion verschwunden ist. Dieses Genre basiert auf den Traditionen der russischen Reportagezeichnung (Blockade-, Konzentrationslager- und Militäralben). Lomasko ist Autorin von Vorträgen und Artikeln zu diesem Thema. Mehrere Publikationen wurden in die deutsche, französische, tschechische, polnische, spanische und andere Sprachen übersetzt. Als Künstlerin und Aktivistin arbeitet sie mit den Medien und Menschenrechtsorganisationen zusammen.
Victoria Lomasko reist durch das Land und die ehemaligen Sowjetrepubliken und untersucht das private, psychologische und geistige Leben der verschiedenen Randgruppen. Ihre Heldinnen und Helden sind Sexsklavinnen aus Nischni Nowgorod, Frauen aus geheimen lesbischen Clubs, Lehrer in der verlassenen Dorfschule, die Gefangenen der Strafkolonie für Minderjährige, Menschen (insbesondere Frauen) aus dem postsowjetischen Raum.
In den Jahren 2010–2014 arbeitete Victoria Lomasko ehrenamtlich mit dem Zentrum für Unterstützung der Strafjustizreform zusammen und gab Zeichenunterricht in den Strafkolonien für Minderjährige. Das Projekt „Zeichenunterricht“ war Teil der Menschenrechts- und Bildungsinitiative des Zentrums. Im Rahmen dieses Projektes entwickelte Lomasko Programme und Unterrichtsmethoden für Zeichenunterricht für Minderjährige in diesen Strafkolonien. Während des Projektes entstanden nicht nur grafische Reportagen, sondern es wurden auch Kalender und Postkarten mit den Arbeiten der Schüler herausgegeben. Das Archiv des Projekts ist Teil der Sammlung des Museo Reina Sofia (Madrid, ES). Die entwickelten Methoden wendet die Künstlerin auch heute noch bei ihren Workshops mit Frauen in den früheren Sowjetrepubliken an.
Victoria Lomasko ist Mitkuratorin zweier Projekte zur Förderung der sozialen Grafik: „Wir zeichnen das Gericht“ (mit Z. Ponirowskaja) und „Feministischer Bleistift“ (mit N. Plungian). Zu den Themen der Ausstellung „Feministischer Bleistift“ gehören Frauenrechtsthemen, aber auch Themen wie häusliche Gewalt, Abtreibung, Kinderrechte, Alltag von Migrantinnen, Frauen mit Behinderung, Armut und Diskriminierung von Frauen im Alter.
Im Jahre 2009 wurde Lomasko im Wettbewerb „Wir zeichnen das Gericht“ mit einem Preis ausgezeichnet. 2010 wurde sie für den Kandinskij-Preis nominiert. Im Jahre 2013 gehörte Lomasko laut Zeitschrift Russischer Reporter zu der Top Ten der Persönlichkeiten des kulturellen Lebens. 2014 wurde Victoria Lomasko laut Artgid (Internetplattform zum künstlerischen Leben in Moskau und St. Petersburg) zu einer der zwanzig einflussreichsten Künstlerinnen der russischen Kunst ernannt.
In Deutschland trat Lomasko als Vertreterin des Genres sozialer Grafik erstmals 2013 in die Öffentlichkeit, und zwar durch das Buch „Verbotene Kunst“ – eine der ersten und bekanntesten Graphic Novels in Russland. Es folgten mehrere Einzel- und Gruppenausstellungen, Auftritte bei internationalen Kulturveranstaltungen, Konferenzen und Literaturfestivals. Außerdem nahm die Künstlerin an mehreren Forschungsprojekten zur grafischen Reportage teil. Seit 2016 veröffentlichte der Fernsehkanal ARTE zwei Beiträge mit und von Victoria Lomasko.
Sie lebte und arbeitete in Moskau. Nach dem Russischen Überfall auf die Ukraine verließ sie ihr Land. Unter dem Titel Collective Shame veröffentlichte sie gemeinsam mit Joe Sacco vier Seiten im New Yorker vom 18. April 2022. Der Beitrag schildert die Situation russischer Oppositioneller, die unter Putin in Gefahr, im Westen mit Vorbehalten und Sanktionen konfrontiert sind. Lomasko wurde eingeladen, Arbeiten auf der Documenta fifteen zu präsentieren. Von Juni bis September 2022 lebte und arbeitete die Künstlerin im Rahmen eines Jean-Jacques-Rousseau-Stipendiums der Akademie Schloss Solitude in Stuttgart. Seit November 2022 lebt und arbeitet sie in Leipzig, gefördert durch ein einjähriges Stipendium der Galerie für Zeitgenössische Kunst in Leipzig.

## Veröffentlichungen
- mit Anton Nikolajew: Verbotene Kunst. Eine Moskauer Ausstellung. Gerichtsreportage. Aus dem Russischen und mit einem Nachwort von Sandra Frimmel, Matthes und Seitz, Berlin, 2013, ISBN 9783882219845.
- Other Russias. Aus dem Russischen von Thomas Campbell, Penguin, London, 2017, ISBN 9781846149528.
- Die Unsichtbaren und die Zornigen. Aus dem Russischen von Sandra Frimmel, DENKT KUNST, Diaphanes, Zürich, 2018, ISBN 978-3035800777
- Die letzte sowjetische Künstlerin. Aus dem Russischen von Sandra Frimmel, DENKT KUNST, Diaphanes, Zürich, 2023, ISBN 978-3-0358-0625-0

## Projekte an Hochschulen
Vom 8. November 2017 bis zum 30. Dezember 2017 fand in der Universitätsbibliothek der Ruhr-Universität Bochum unter dem Titel „Zeich(n)en des Wandels – vom revolutionären zum post-postsowjetischen Raum“ die Ausstellung von Victoria Lomasko statt.
Die Ausstellung gliederte sich räumlich und thematisch in zwei Teile. Eine Auswahl der interessantesten Arbeiten aus den vielen Serien Lomaskos war jeweils auf zwei Wänden in fünf Stockwerken der Bibliothek zu sehen. Eine der beiden Wände bot Platz einer chronologischen Darstellung von einigen wichtigen Protestaktionen in Moskau seit 2011. Die Betrachter und Betrachterinnen konnten sehen, wie sich die Proteststimmung in der Hauptstadt entwickelte – von den Massenprotesten 2011/2012 mit einer klaren politischen Agenda („Für gerechte Wahlen!“) bis zu den eher lokal geprägten Protestaktionen der jüngeren Zeit, die sich auf pragmatische Forderungen konzentrierten („Gebt dem Park die Eichen zurück!“, „Sanierung heißt Deportation!“).
Die andere Wand war einem postsowjetischen Projekt von Victoria Lomasko gewidmet, das sie seit 2014 durchführt. Im Rahmen dessen besichtigte die Künstlerin Armenien, Georgien, Kirgisistan und die russischen Republiken Dagestan und Inguschetien. Die ausgewählten Zeichnungen berichteten über die Orte und deren Einwohner und Einwohnerinnen, aber auch über das Zusammenleben mehrerer Nationalitäten in der Großstadt und die Interaktionen der Künstlerin mit den Helden und Heldinnen ihrer Reportagen. Die Skizzen und Interviews sollten zeigen, wie unterschiedlich und uneinheitlich die kommunistischen Ideen in der Sowjetzeit aufgenommen wurden und wie widersprüchlich und kontrovers sich das Verhältnis zum sowjetischen Erbe in diesen Regionen gestaltet hat.
Im Rahmen der Ausstellung an der Ruhr-Universität Bochum wurden die Arbeiten von Victoria Lomasko losgelöst vom konkreten Reportagenkontext in eine alternative Erzählform gebracht, um eine andere Sichtweise auf das Werk Lomaskos anzubieten. Dabei sollte einerseits ihr künstlerisches Werk im größeren historischen Kontext – in Bezug auf das Jubiläum der Oktoberrevolution – eingeordnet, und anderseits das kritische Potential von Lomaskos Zeichnungen, die in monumentalen Formaten zur Schau gestellt werden, ausgelotet werden. Der hundertste Jahrestag der Russischen Revolution sollte einen Anlass zur Reflexion über Verbindungen zwischen den heutigen Ereignissen und der Vergangenheit bieten.

## Einzelausstellungen (Auswahl)
- 2012: Grafische Serien Maifest und Der Alltag des OccupyAbaj. OccupyAbaj, Moskau, Russland
- 2014: Insider’s view. University of Birmingham, Vereinigtes Königreich
- 2015: HIV: Ungleiche. Borey Art Centre, Sankt Petersburg, Russland
- 2016: Bischkek - Jerewan - Dagestan - Tiflis. Eine feministische Reise. Goethe-Institut in Tiflis, Georgien
- 2017: Other Russias: Angry. Ellis Gallery, School of Art, Pittsburgh, Vereinigte Staaten
- 2017: Unwanted Women. Ortega y Gasset Projects, New York City, Vereinigte Staaten
- 2017: Zeich(n)en des Wandels – vom revolutionären zum post-postsowjetischen Raum, Bochum, Deutschland
- 2019: Other Russias. Cartoonmuseum Basel, Schweiz

## Kuratorische Projekte (Auswahl)
- 2012: Resistance FOREVER (zusammen mit A. Woronkowa), Kulturzentrum der Arbeiterpartei, Buenos Aires, Argentinien
- 2012: Feministischer Bleistift: eine Ausstellung weiblicher sozialer Grafiken (zusammen mit N. Plungian), „FABRIKA“, Moskau, Russland
- 2013: Feministischer Bleistift: eine Ausstellung weiblicher sozialer Grafiken (zusammen mit N. Plungian), Ein Projekt im Rahmen der 5. Moskauer Biennale für die zeitgenössische Kunst, Teil des Festivals MediaUdar, ArtPlay, Moskau, Russland
- 2014: Feministischer Bleistift: eine Ausstellung der sozialen Grafik gegen die Gendergewalt (zusammen mit N. Plungian), Borey Art Centre, Sankt Petersburg, Russland
- 2014: Wir zeichnen das Gericht - 2 (zusammen mit Z. Ponirowskaja), Memorial International, Moskau, Russland
- 2014: Feministischer Bleistift: Heldin unserer Zeit (zusammen mit N. Plungian), The First Supper Symposium, Galleri 69, Grünerløkka Lufthavn, Oslo, Norwegen
- 2015: Ausstellung POST-SOVIET CASSANDRAS. Galerie im Körnerpark, Berlin, Deutschland. Kuratorinnen-Team: Dorothee Bienert, Victoria Lomasko, Nadia Plungian, Antje Weitzel
- 2016: Ausstellung der feministischen Grafik Respektiere jeden meiner Zöpfe. Kunst-Café Brio, Osch, Kirgisistan
- 2017: Ausstellung der sozialen Grafik Die Zeit ist eine andere, und ich bin eine andere. Gemeinschaftsarbeit Metro, Nasran, Inguschetien

## Bildergalerie
Bilder zur Ausstellung „Zeich(n)en des Wandels – vom revolutionären zum post-postsowjetischen Raum“ (Universitätsbibliothek Bochum, 2017):

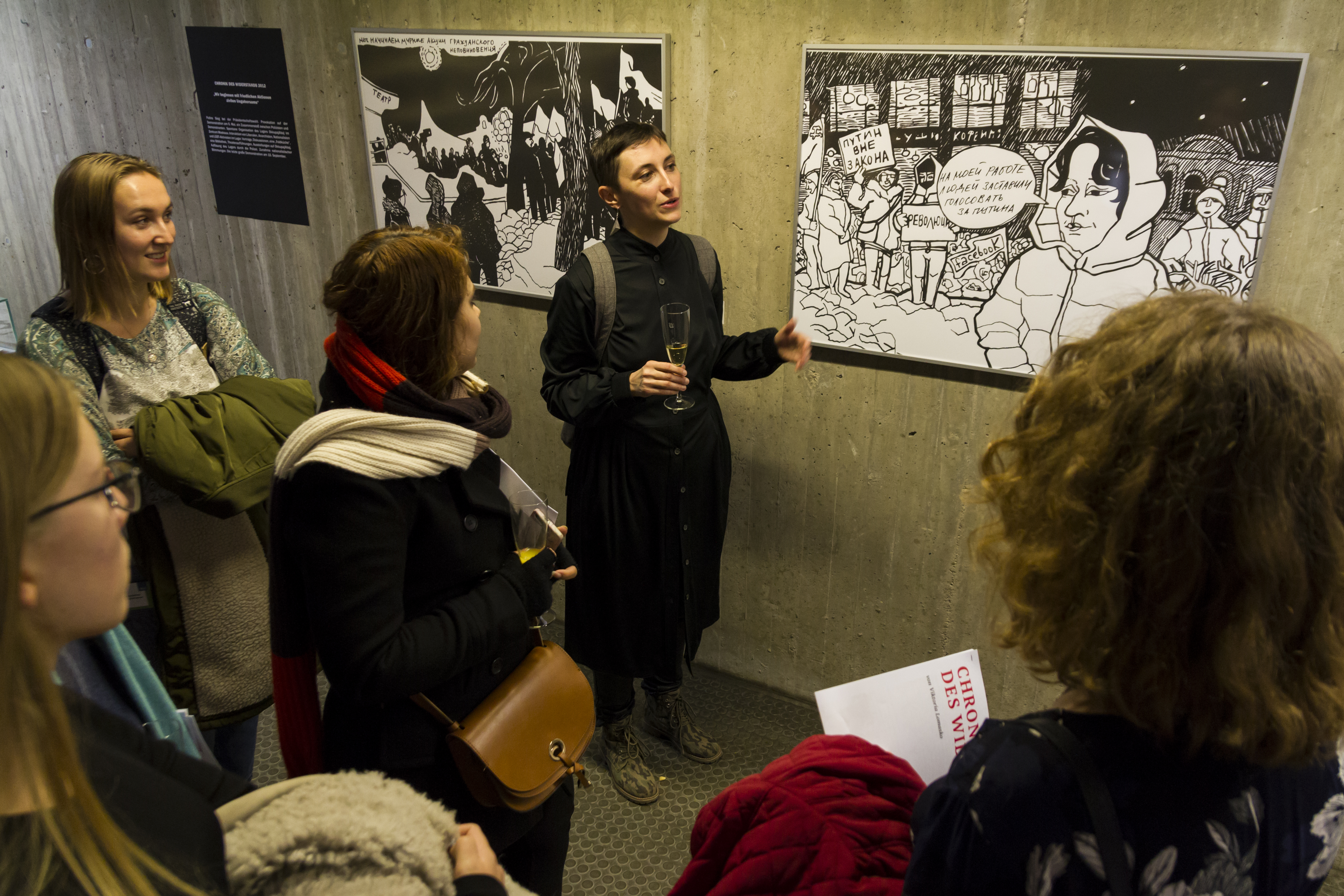
Bilder zum Zusammenstoß zwischen Polizisten und Demonstranten bei Protestbewegungen 2012
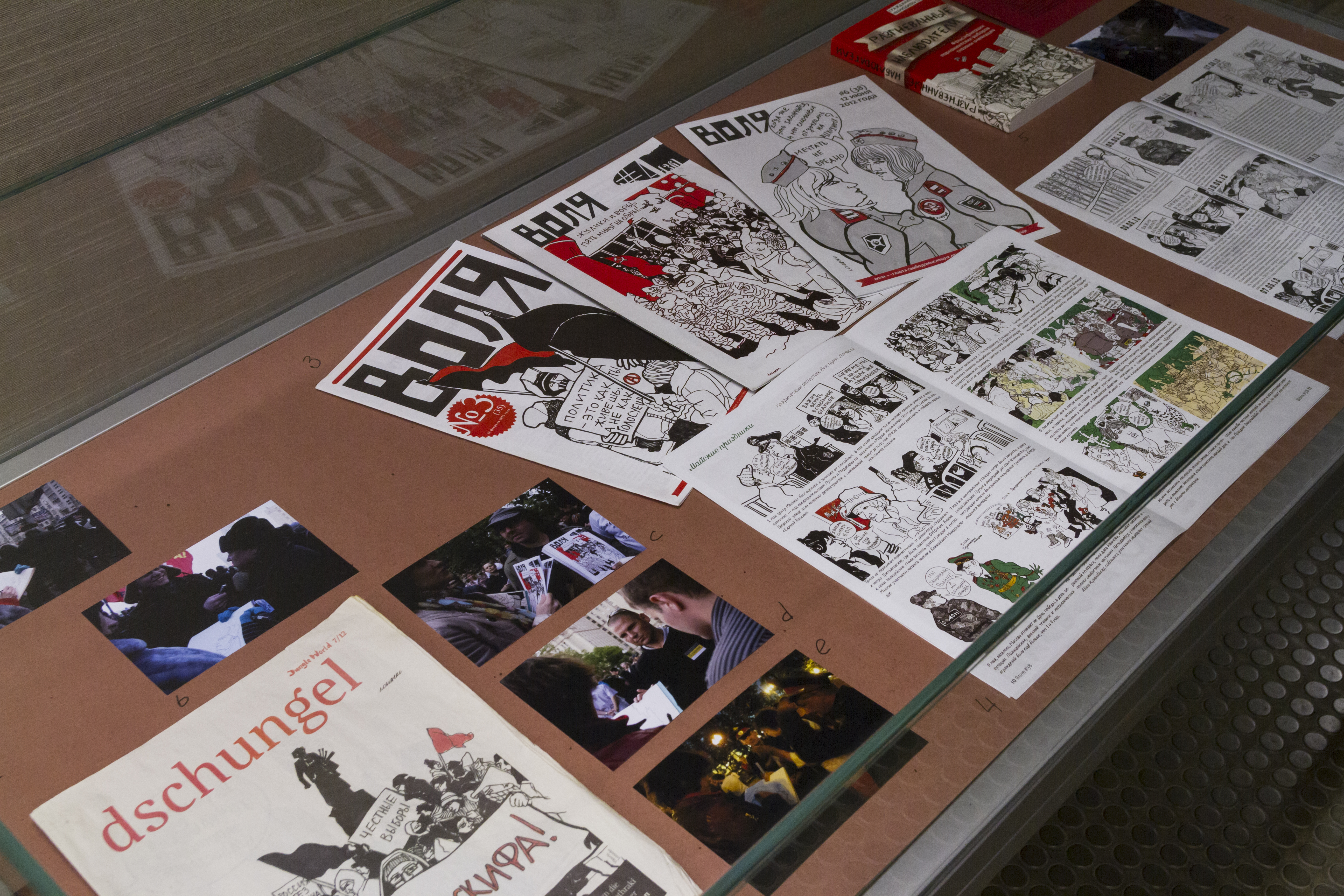
Protest-Demo gegen Grundrechtsverletzungen bei den Wahlen zur Staatsduma 2011
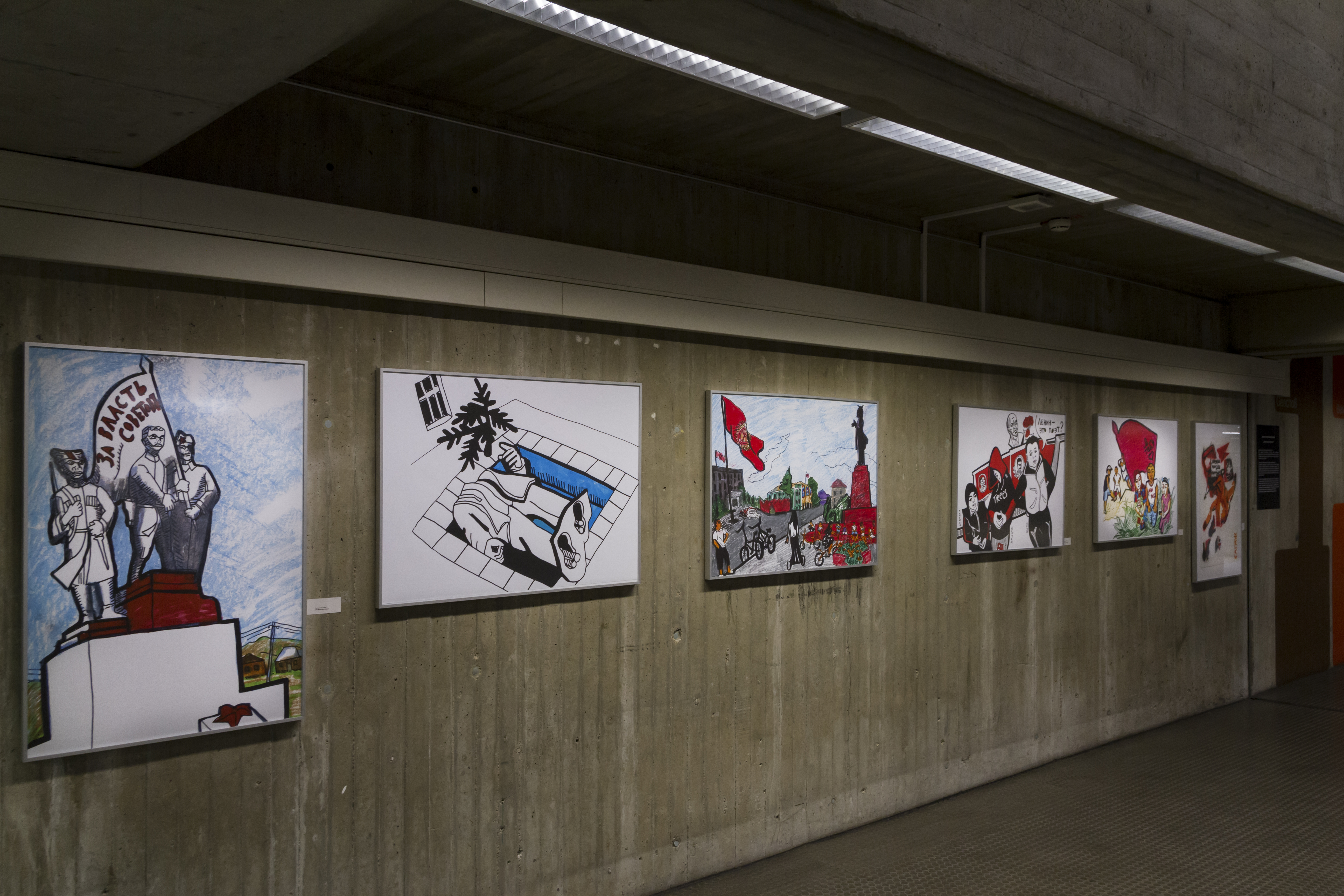
Sowjetische Symbolik im „postsowjetischen Raum“